# Hemirhagerrhis nototaenia
Hemirhagerrhis nototaenia — вид змій родини піщаних змій (Psammophiidae). Мешкає в Африці на південь від Сахари.

## Поширення і екологія
Hemirhagerrhis nototaenia поширені від Буркіна-Фасо й Беніну на схід до Сомалі та на південь до ПАР. Вони живуть у сухих саванах і прибережних чагарникових заростях, на висоті до 1200 м над рівнем моря, подекуди на висоті до 1600 м над рівнем моря. Ведуть деревний спосіб життя. Живляться геконами. Відкладають яйця, у кладці 2—8 яєць.